# Julang-1
Il Julang-1 (巨浪-1S, Jù Làng YīP), più comunemente noto come JL-1 e avente designazione NATO CSS-N-3, è un missile balistico intercontinentale lanciato da sottomarino (SLBM), prodotto dall'azienda cinese Nanjing Dawn ed entrato in servizio nella marina militare cinese a partire dalla seconda metà degli anni 1980.
Imbarcati sui sottomarini cinesi di classe Xia, i JL-1 rappresentano la prima generazione di SLBM nucleari cinesi, poi sostituita negli anni 2010 dai missili JL-2.

## Storia
Le fasi di ricerca atte allo sviluppo di un SLBM nucleare iniziarono in Cina nel 1967, con la progettazione definitiva che si concretizzò nei primi anni 1970, sotto la direzione di Huang Weilu e del suo vice Chen Deren. Il primo lancio da piattaforma terrestre avvenne il 30 aprile 1982 e a questo seguì, il 12 ottobre dello stesso anno, il primo lancio da sottomarino, effettuato in particolare da un sottomarino di classe Golf (nome in codice NATO progetto 629A), ad avere avuto esito positivo: in un precedente lancio del 7 ottobre, infatti, il missile aveva perso il controllo ed era stato fatto esplodere. I missili furono prodotti presso il comprensorio 307, oggi parte del gruppo Nanjing Dawn e, a partire dal 1986, furono schierati sull'unico sottomarino di classe Xia, lo Changzheng 6, dotato di 12 tubi di lancio.
A metà degli anni 1990 fu presentata la versione JL-1A (CSS-N-3 mod 1), dotata di un sistema di guida GPS e in grado di raggiungere una gittata di 2500 km con una probabilità di errore circolare (CEP) inferiore a 100 m, migliorando molto i 1770 km di gittata, con un CEP di 700 m, della versione precedente.
I sottomarini di classe Golf modificati per i test del JL-1 furono nel frattempo ulteriormente modificati per i test di altri missili, inclusi i JL-2 che sostituirono poi i JL-1, mentre la versione terrestre del missile sembra essersi poi evoluta nei DF-21.
Secondo alcune fonti, già all'inizio degli anni 2010 i JL-1 erano stati probabilmente ritirati dal servizio e già nel 2018 si riteneva che le testate destinate al JL-1 fossero state tutte ritirate e smantellate.

## Struttura
Il JL-1 è un missile a due stadi, a propellente solido, lungo 10,7 metri e del peso di 14700 kg che può essere lanciato da sottomarino, sia questo in superficie in immersione a una profondità massima di 25 m. Se il lancio avviene sott'acqua, il missile guidato viene espulso dal proprio tubo mediante aria compressa e, non appena emerso dalla superficie marina, inizia l'accensione del motore del primo stadio, dando il via alla prima fase di spinta.
Il missile è in grado di trasportare una testata monoblocco nucleare o convenzionale del peso massimo di 600 kg.